# Liste der Museen in Kempten (Allgäu)
Die Liste der Museen in Kempten (Allgäu) gibt einen Überblick über aktuelle und ehemalige Museen in der kreisfreien Stadt Kempten (Allgäu) in Bayern.

## Aktuelle Museen
| Name                            | Kurzbeschreibung | gegründet/ eröffnet | Träger                | Standort     | Bild           | Link |
| ------------------------------- | --- | ------------------- | --------------------- | ------------ | -------------- | ---- |
| Allgäuer Burgenmuseum           | Das Allgäuer Burgenmuseum im Wärterhaus der Burghalde zeigt, dass Burgen weit mehr waren als militärische Anlagen, sondern zugleich Verwaltungssitz, Gutshof und Wohnung für die Adelsfamilie und ihr Gesinde. Ein Ausstellungsschwerpunkt ist das Thema „Wohnen und Haushalt auf Allgäuer Burgen“. | 2004                | Allgäuer Burgenverein | Burghalde    | weitere Bilder |      |
| Archäologischer Park Cambodunum | Der Archäologische Park Cambodunum umfasst das Ausgrabungsgelände der antiken römischen Stadt Cambodunum. Neben freigelegten Grundmauern, beispielsweise von Forum und Basilika, sind einige rekonstruierte Gebäude zu sehen, u. a. in einem gallo-römischen Tempelbezirk.                          | 1983                | Stadt Kempten         | Lindenberg   | weitere Bilder |      |
| Kempten-Museum                  | Das Kempten-Museum im historischen Zumsteinhaus zeigt in elf in zeitübergreifenden Themenräumen Gemälde, archäologische und volkskundliche Objekte sowie Medien zur Stadtgeschichte. | 2019                | Stadt Kempten         | Zumsteinhaus | weitere Bilder |      |

## Ehemalige Museen
| Name                      | Kurzbeschreibung | gegründet/ eröffnet | geschlossen/ aufgelöst | Träger           | Standort     | Bild           | Link |
| ------------------------- | --- | ------------------- | ---------------------- | ---------------- | ------------ | -------------- | ---- |
| Allgäu-Museum             | Das Museum dokumentierte die Stadtgeschichte Kempens und das Leben der Stadtbewohner und der Landbevölkerung. Ein Teil der Exponate wurde in das Kempten-Museum im Zumsteinhaus verbracht. Eine Neueröffnung des Allgäu-Museums ist im Marstall vorgesehen. | 1999                | 2018                   | Stadt Kempten    | Kornhaus     | weitere Bilder |      |
| Alpenländische Galerie    | Die Alpenländische Galerie, ein Zweigmuseum des Bayerischen Nationalmuseums, zeigte Bildwerke, Gemälde und Altarwerke des 14. bis 16. Jahrhunderts aus Schwaben und dem Alpenland.                                                                          | 1991                | 2015                   | Freistaat Bayern | Marstall     | weitere Bilder |      |
| Alpinmuseum Kempten       | Das Alpinmuseum Kempten, ein Zweigmuseum des Bayerischen Nationalmuseums, hatte die Schwerpunkte Geschichte der Alpen, Geschichte des Alpinismus sowie Umwelt und Natur.                                                                                    | 1991                | 2021                   | Freistaat Bayern | Marstall     | weitere Bilder |      |
| Naturkunde-Museum Kempten | Das Naturkunde-Museum Kempten befand sich im historischen Zumsteinhaus. Seine Sammlung wurde in den Bestand des Kempten-Museums integriert. | 1975                | 2015                   | Stadt Kempten    | Zumsteinhaus |                |      |
| Römisches Museum Kempten  | Das Römische Museum Kempten im historischen Zumsteinhaus zeigte Bodenfunde aus der römischen Stadt Cambodunum. Seine Sammlung wurde in den Bestand des Kempten-Museums integriert.                                                                          | 1961                | 2015                   | Stadt Kempten    | Zumsteinhaus |                |      |